# Свобода (Климовский район)
Свобода — упразднённый в 1978 году посёлок в Климовском районе Брянской области РСФСР. Ныне урочище Свобода.

## Название
Слово заимствовано из старославянского, где существительное «свобода» связано с церковнославянским «свобьство» (принадлежность своим, общность, личность). Слово восходит к общеславянскому svoboda и дальше – к индоевропейской основе sue- (свой, себя). Понятие о свободе изначально связывалось с принадлежностью к своему коллективу, роду, племени, народности. Отсюда родственная связь с существительным «слобода», полученного путём диссимиляции в – б > л – б из «свобода», т. е. первоначально «поселение свободных земледельцев»
Среди жителей посёлка и других населенных пунктов района было в ходу еще одно название посёлка - Ляхов. Слово Лях первоначально употреблялось для обозначения западных славян, в том числе поляков, захоронения которых представлены в окрестностях посёлка со времени нахождения данной территории в составе Стародубского повета Смоленского воеводства Речи Посполитой.

## География

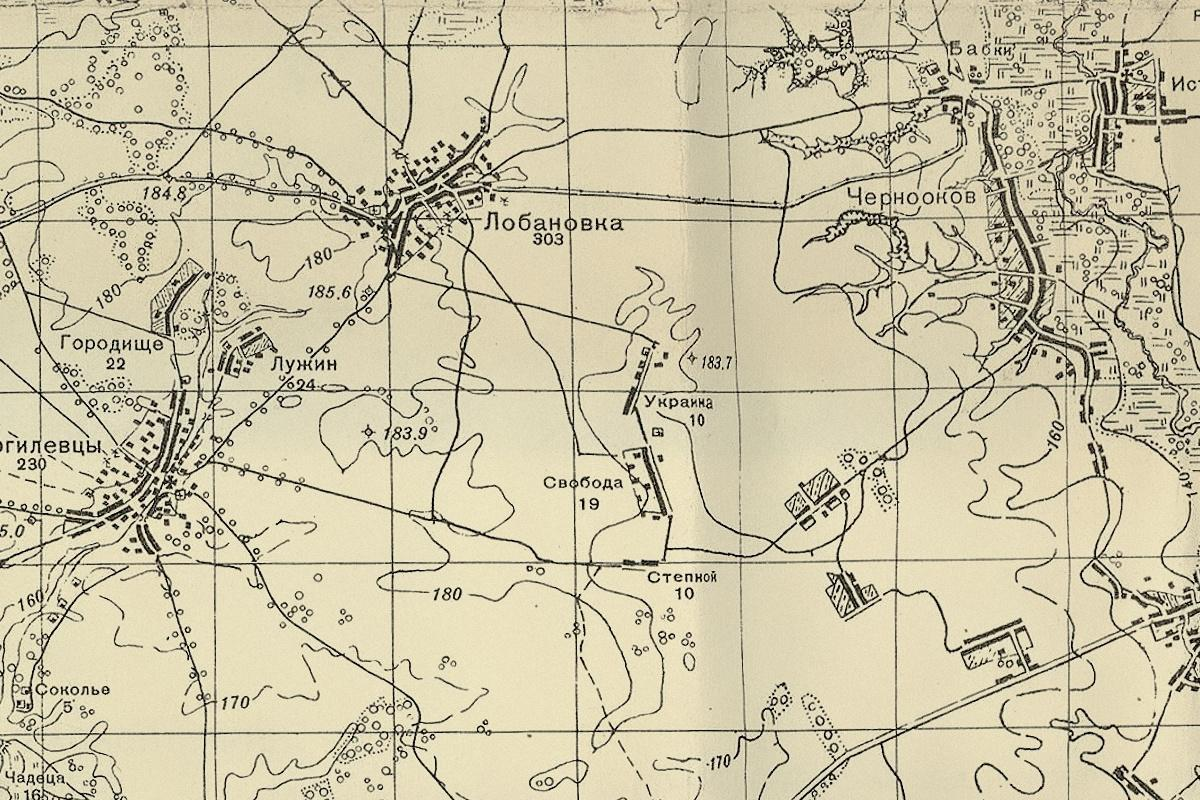
Посёлок Свобода на карте Климовского района в составе Орловской области (1941 год)

Урочище расположено примерно в 26 км от села Новозыбково и в 12 км от посада Климов.
Северная граница урочища проходит вдоль бывшего Лобановского леса, на территории которого находится курган с польскими захоронениями. Восточная граница прилегает к сосновому лесу, на территории которого находится кладбище.

## История
Впервые упоминается в начале XX века. До Февральской революции 1917 года территория посёлка находилась в составе Брахловской волости Новозыбковского уезда Черниговской губернии Российской империи. В апреле 1918 года территория была  оккупирована австро-венгерскими войсками.
Освобождена в декабре 1918 года соединениями 2-го Таращанского полка 1-й Украинской советской дивизии под командованием В.Н. Боженко.
После Гражданской войны в составе Климовской волости Новозыбковского уезда Гомельской губернии (с декабря 1926 года — Брянской губернии (Чернооковский сельсовет)) РСФСР . С 1 октября 1929 года в составе Климовского района Западной области (с 27 сентября 1937 года — Орловской области, с 5 июля 1944 года — Брянской области) РСФСР.
В 1929—1930 годах началась сплошная коллективизация. Колхозы образовывались на территории посёлков Климовского района, существовавших в то время. В их числе были колхозы «Наш труд» — посёлок Свобода, и «Окраина» — посёлок Гнилая Вода. В 1930 году посёлки Свобода и Гнилая Вода объединились в один колхоз «Наш труд».
В конце августа 1941 года в ходе Смоленского сражения Великой Отечественной Войны посёлок был частично разрушен наступающими войсками 2-й танковой группы вермахта и более 2 лет находился под оккупацией нацистской Германии. Посёлок был освобожден 24 сентября 1943 года частями 307-й дивизии 48-й армии Центрального фронта под командованием генерал-майора М.А. Еншина во время Черниговско-Припятской наступательной операции. После войны восстановлен.
30 мая 1978 года решением Брянского облисполкома исключён из учетных данных населенных пунктов.

## Население
Первое немногочисленное население составляли выходцы из Гнилой Воды (посёлок Украина). По данным переписи 1926 года посёлок Свобода имел в своём составе 14 хозяйств и 65 человек населения